# Bradypodion dracomontanum
Bradypodion dracomontanum är en ödleart som beskrevs av  Lynn R.G. Raw 1976. Bradypodion dracomontanum ingår i släktet Bradypodion och familjen kameleonter. IUCN kategoriserar arten globalt som livskraftig. Inga underarter finns listade.